# Nigidius himalayae
Nigidius himalayae is een keversoort uit de familie vliegende herten (Lucanidae). De wetenschappelijke naam van de soort is voor het eerst geldig gepubliceerd in 1915 door Gravely.